# Liste der Naturdenkmale in Friedrichsthal (Saar)
Die Liste der Naturdenkmale in Friedrichsthal (Saar) nennt die auf dem Gebiet der Stadt Friedrichsthal im Regionalverband Saarbrücken im Saarland gelegenen Naturdenkmale.

## Naturdenkmale
| Bild | Bezeichnung              | Ort                                            | Beschreibung | Art | Nr.                                |
| ---- | ------------------------ | ---------------------------------------------- | --- | --- | ---------------------------------- |
| BW   | 1 Eiche (Grühlingseiche) | Friedrichsthal 49° 18′ 51,8″ N, 7° 4′ 13,4″ O) | Grühlingstraße vor Haus Nr. 42, Grünstreifen zwischen A 623 und Grühlingstraße B 41. Gefällt. Ein Querschnitt durch den Stamm der Grühlingseiche mit Zeitskala ist seither am Bildstocker Markt ausgestellt. |     | ND-203-RVS-FRI (ex: D 5.05.005 ND) |

## Belege
1. ↑  
Verordnung zur Neuordnung der Naturdenkmale und Landschaftsbestandteile im Stadtverband Saarbrücken außerhalb der Landeshauptstadt Saarbrücken. Vom 15. Mai 1998. (pdf; 458 kB) in Amtsblatt des Saarlandes vom 22. Mai 1998. Der Stadtverbandspräsident des Stadtverbandes Saarbrücken - Untere Naturschutzbehörde -, S. 434–440, abgerufen am 26. April 2019.
2. ↑  Landesamt für Umwelt- und Arbeitsschutz: ND in Friedrichsthal

- Karte mit allen Koordinaten:
- OSM |
- WikiMap